# Кольбинген
Кольбинген (нем. Kolbingen) — община в Германии, в земле Баден-Вюртемберг. 
Подчиняется административному округу Фрайбург. Входит в состав района Тутлинген.  Население составляет 1297 человек (на 31 декабря 2010 года). Занимает площадь 16,49 км².